# Paj-Choj
Paj-Choj je evropské pohoří či spíše pásmo pahorků a hřbetů v severovýchodním cípu evropského kontinentu na Jugorském poloostrově rozkládající se mezi Jugorskou nížinou a údolím řeky Kary. Z přísně fyzickogeografického hlediska se jedná o pokračování pásma Uralu. Nejvyšší vrcholy měří kolem 400 metrů nad mořem. Podnebí je v Paj-Choji velmi chladné, celý hřbet je pokryt mechovo-lišejníkovou tundrou.